# Игуманија Марија (Чеперковић)
Марија Чеперковић (Рсавци код Врњачке Бање, 2. октобар 1954) монахиња је Српске православне цркве и игуманија Манастира Раванице и Манастира Свете Петке Изворске.

## Биографија
Игуманија Марија (Чеперковић) рођена је 2. октобара 1954. године у Рсавцима код Врњачке Бање у богомољачкој породици Чеперковић, која је изнедрила неколико монахиња пре ње, све у сестринству мати Јефимије. Прадеда мати Марије, Божа Чеперковић проповедао је на богомољачким скуповима.
У Манастир Раваницу код Ћуприје је ступила 2. априла 1971. године. Замонашена је у чин расе и камилавке 22. јануара 1981. године, од стране епископа Хризостома Војиновића а у чин мале схиме 5. децембара 1990. године задржавши име Марија.
По упокојењу схи Игуманије Гавриле постављена је за игуманију Манастира Раванице и Манастира Свете Петке у Извору, на Ђурђевдан 6. маја 2005. године, од стране епископа Игњатија Мидића настављајући духовно руковођење сестара и управљање над оба манастира.